# Almonacid del Marquesado
Almonacid del Marquesado è un comune spagnolo di 453 abitanti situato nella comunità autonoma di Castiglia-La Mancia.